# Coleophora angustiorella
Coleophora angustiorella là một loài bướm đêm thuộc họ Coleophoridae. Nó được tìm thấy ở miền nam châu Âu, Thổ Nhĩ Kỳ và Armenia.
Chiều dài cánh trước là 4-4.5 mm. Con trưởng thành bay vào late spring.